# Аристегьета, Фернандо
Ферна́ндо Луи́с Аристегье́та де Лу́ка (исп. Fernando Luis Aristeguieta de Luca; род. 9 апреля 1992, Каракас) — венесуэльский футболист, нападающий; тренер.

## Клубная карьера
Аристегьета — воспитанник клуба «Каракас» из своего родного города. Во время выступлений за молодёжные команды им интересовались испанские «Тенерифе» и «Овьедо», швейцарский «Грассхоппер», бразильский «Гремио», но Фернандо остался в Венесуэле, чтобы продолжить учёбу.
В сезоне 2009/10 он дебютировал в венесуэльской Примере. 16 августа 2009 года в матче против «Трухильянос» Аристегьета забил свой первый гол за «Каракас». 11 марта 2009 года в поединке Кубка Либертадорес против бразильского «Фламенго» Фернандо дебютировал на международном уровне. В своём первом сезоне он стал обладателем Кубка Венесуэлы и выиграл чемпионат. В июле Аристегьета порвал крестообразные связки и остался вне игры на 10 месяцев.
В начале 2013 года Фернандо на правах аренды перешёл во французский «Нант». 19 января в матче против «Лаваля» он дебютировал в Лиге 2. 2 февраля в поединке против «Ле-Мана» Аристегьета сделал дубль забив свои первые голы за «канареек». Забив 7 голов в дебютном сезоне, он помог команде выйти в элиту.
По окончании сезона «Нант» выкупил трансфер Фернандо за 1,2 млн евро. 10 августа в матче против «Бастии» Аристегьета дебютировал в Лиге 1. 25 сентября в поединке против «Ниццы» он забил свой первый гол во французской элите. 20 февраля 2015 года Аристегьета был взят в аренду клубом MLS «Филадельфия Юнион» с опцией выкупа, получив статус молодого назначенного игрока. В американской лиге он дебютировал 7 марта в матче стартового тура сезона 2015 против «Колорадо Рэпидз». 14 марта в поединке против «Реал Солт-Лейк» Аристегьета сделал «дубль», забив свои первые голы в MLS. 8 июля «Филадельфия Юнион» продлила его аренду до конца календарного года.
В начале 2016 года Фернандо на правах аренды перешёл в «Ред Стар». 12 февраля в матче против «Эвиана» он дебютировал за новую команду. В этом же поединке Аристегьета забил свой первый и единственный гол за «Ред Стар». По окончании аренды он вернулся в «Нант» и провёл ещё пять матчей осенью 2016 года, после чего покинул команду.
В первой половине 2017 года выступал за португальский «Насьонал» (Фуншал). В июле вернулся в венесуэльский «Каракас», подписав контракт до конца 2018 года.

## Международная карьера
В 2010 году в товарищеском матче против сборной Японии Аристегьета дебютировал за сборную Венесуэлы. 7 августа 2011 года в поединке против сборной Сальвадора Фернандо забил свой первый гол за национальную команду.
Аристегьета был включён в состав сборной на Кубок Америки 2021.

### Голы за сборную Венесуэлы
| #   | Дата           | Место                                              | Противник | Счёт | Результат | Соревнование      |
| --- | -------------- | -------------------------------------------------- | --------- | ---- | --------- | ----------------- |
| 01. | 7 августа 2011 | Роберт Ф. Кеннеди Мемориэл Стэдиум, Вашингтон, США | Сальвадор | 0:1  | 2:1       | Товарищеский матч |

## Достижения
Командные
 «Каракас»
- Чемпион Венесуэлы: 2009/10
- Обладатель Кубка Венесуэлы: 2009